# فخ التعثر
فخ التعثر: فخ التعثر في الدين العام يشير إلى الفكرة المعتقدة أنه عند دخول دولة في حالة تعثر (التخلف أو عدم القدرة على الدفع)، فمن الأرجح أنها ستتعثر مرة أخرى مستقبلًا، مقارنة بدولة أخرى تمتلك قدرات إنتاجية مستقبلية متطابقة. مفهوم فخ التعثر مرتبط بتفاوت المعلومات بين الدائن والمدين فيما يتعلق بتوقعات بناتج المدين (الناتج المحلي الإجمالي)، صدمات الناتج السلبية تزيد من احتمالية التعثر المستقبلي للمدين وتتدخل عوامل أخرى مثل الصدمات السياسية.

## ظاهرتان للديون السيادية

### حلقات مفرغة من الاقتراض والتعثر
يحدث الاقتراض والتعثر عبر تاريخ الديون السيادية على نحو دوري. تلى القروض الممنوحة لدول أمريكا اللاتينية المستقلة حديثًا في عشرينيات القرن التاسع عشر تعثر ممتد. ولاحقًا، اتسمت عمليات الإقراض للحكومات الأجنبية في سبعينيات القرن التاسع عشر وعشرينيات القرن العشرين وثلاثينياته وثمانينياته وحتى وقتنا الحالي بحدوث تعثر في السداد. على سبيل المثال، تعثرت الأرجنتين أو أعادت هيكلة ديونها 4 مرات في الفترة من 1824 حتى 199، وتعثرت البرازيل 7 مرات، وتعثرت مصر مرتين، والفلبين مرة، وتشيلي 3 مرات، وكولومبيا 7 مرات، والمكسيك 8 مرات، وتركيا 6 مرات، وتعثرت فنزويلا 9 مرات خلال نفس الفترة. وكان المعدل المتوسط لحدوث التعثر أو إعادة الهيكلة في التسع دول الآنف ذكرهم هو 5.2 مرة. ووفقًا لتقديرات المستثمر المؤسسي في سبتمبر 2002 المبني على تاريخ التعثرات في تلك الدول، فإن احتمالية التسديد هي %41.6، وهي نسبة أقل من الدول الناشئة الأخرى التي لا تمتلك تاريخًا من التعثرات خلال نفس الفترة. على سبيل المثال، منذ عام 1824 وحتى 1999 لم يكن للهند أو كوريا أو ماليزيا أو سنغافورة أو تايلاند أي تاريخ من التعثرات، وكانت احتمالية تعثر كل منها أعلى من 45% وبمتوسط الاحتمالية 61.7%. ومن الواضح أن الدول اللاتينية السابق ذكرها تقترض بشكل دوري لكنها تتعثر بشكل متكرر وبالتالي كانوا أكثر عرضة للدخول في سلسلة من التعثرات.
نادرًا ما يستلزم التعثر إقصاءً دائمًا للمخاطر القطرية لكنه يتطلب إعادة تسعير (نسبة فوائد أعلى)
تختلف القروض الدولية عن الديون المحلية، ففي القروض الدولية لا يوجد آلية واضحة تردع دولة عن إنكار ديونها الخارجية. إلا أن السوق الرأس مالي الدولي قد يشارك في اتخاذ الإجراءات الانتقامية لعقاب المقترضين المتعثرين. يُعتبر الإقصاء الدائم من سوق رأس المال (إيتون وجيرسوفيتز) أو قواعد إعادة الدخول العشوائية التي لا تعتمد على السعر (أغوايار وجوبيناث) (أريلانو) هما الطريقتين القاسيتين لعقاب المقترض وتقييد قراره لاختيار التعثر في الكتب البحثية. لكن الطريقتين يصعب تنفيذهما في الواقع. الافتراض الأكثر اتساقًا مع الواقع والذي يساعد في فهم أفخاخ التعثر هو أن التعثر يُعاقَب بتصعيب الشروط  التي على أساسها يمكن لدولة أن تقترض مرة أخرى. أثناء عملية إعادة التفاوض بعد التعثر تدفع الدولة المتعثرة نسبة أعلى (مرتبط بالنسبة الخالية من المخاطرة) لسد الدين (مثل سند جديد) الذي يصدر لاحقاً مقارنة بالدول غير المتعثرة.

## آلية أفخخ التعثر
الظاهرتان السابق ذكرهما يمكن شرحهما بتضمين سمتين هيكليتين: تغير كبير ومشروط لأسعار الإنتاج، وهي حقيقة موثقة جيدًا في كوس وآخرون. أيضًا ذُكر في أريلانو وكاتاو وكابور أن التغير الكبير في سعر الإنتاج يعمل على رفع أسعار الفائدة؛ ونُوقش علو الثبات في صدمات الإنتاج في أغوايار وجوبيناث وطُرح أن زيادة ثبات الإنتاجية يعمل على زيادة خطر التعثر السيادي. بناء على هذه الأبحاث، من الواضح أن الدول التي تتميز بتغير أعلى للأسعار وثبات في صدمات الإنتاج هم أكثر عرضة لمواجهة فروق سعرية (انخفاض سعر إصدار الديون) وبالتالي فهم أكثر عرضة للدخول في أفخخ التعثر. دون ثبات صدمات الإنتاج، لن يمتلك المتعثر معلومات متعلقة بالإنتاج المستقبلي المتوقع واحتمالية التعثر المستقبلي وبالتالي عن التغير في نسبة الدين المستقبلي لتوقع نسبة الإنتاج المتوقعة. تغير الأسعار من ناحية يزيد الحاجة إلى الاقتراض الدولي لتيسير الاستهلاك المحلي ومن ناحية أخرى فإنه يسبب في تقليل إدراك المُقترض بالمُنتَج بشكل كبير ليتعثر.
وبصرف النظر عن الخاصيتين السابق ذكرهما، المعلومات غير المتماثلة بين المقترضين والمقرضين حول طبيعة الصدمات الإنتاجية للمقترض هي ايضاً سبب رئيسي لحدوث الفخاخ التعثر.
من ناحية افتراضات المعلومات غير المتماثلة، فالمقترض يمتلك معلومات أفضل من المُقرِض عن ثبات صدمات الإنتاج. إذا تعثر المُقترض في الفترة الأولى، بناء على ملاحظة هذا التعثر، فإن المُقرض يبني استدلالًا حول احتمالية حجم صدمات المقترض في الفترة الأولى بشكل غير مباشر ويحدث توقعاته ليكون غير متفائل حول الإنتاج المستقبلي للمقترض واحتمالية سداده للديون المستقبلية. وبالرغم من قدرة المقترض على الحصول على قروض جديدة مجددًا، إلا أنه سيضطر إلى دفع فوائد أعلى مما قد يدفعه في حالة عدم التعثر في الماضي. الفارق بين نسبة الفوائد بين القرض الجديد بوجود تعثر أو دونه يُعرف تعثر إضافي، والذي يمكن رؤيته أيضًا أنه فارق بين سعر إصدار القرض الجديد مع التعثر القديم أو دونه. ومن ثم، إذا تعثر المقترض، فإنه سيواجه زيادة في التعثر، مما يعني نسبة فوائد أعلى وقروض بقيمة أقل. وإذا كانت متطلبات الاستثمار غير مرنة نسبيًا، أو بمعنى آخر، أن كم متطلبات الاستثمار لا تتأثر بقيمة إصدار الدين، فالمقترض سيضطر إلى التقدم للمزيد من القروض لتعويض الفارق الناتج عن انخفاض قيمة القروض لتلبية حجم الاستثمار. وينتج عن ذلك أن نسبة الدين المتوقعة ستزداد مقارنة بالناتج ويزيد من احتمالية حدوث تعثرات مستقبلية. 

## النسبة بين الدين والناتج المحلي واحتمالية التعثر
السلسلة الأخيرة في آلية فخ التعثر هي أن الزيادة في نسبة الدين مقارنة بالإنتاج ستزيد احتمالية حدوث تعثر مستقبلي. هل هذه العلاقة الإيجابية بين نسبة الديون ونسبة الإنتاج مع احتمالية التعثر حقيقية؟ روجوف وراينهارت وسافاستانو دعموا هذه العلاقة عن طريق تتبع تاريخ التعثرات حتى عشرينيات القرن التاسع عشر. في خاتمة بحثهم دللوا أن الدين العالمي الآمن مقارنة بالدخل القومي الإجمالي منخفض النسبة، بنسبة تصل إلى 15% في بعض الحالات وأن الدخل القومي الإجمالي يعتمد على تاريخ التعثرات. احتمالية التعثر بناء على مستوى الدين مقارنة بإجمالي الدخل القومي تزداد مع ازدياد التعثرات الماضية. علاوة على ذلك، إذا تعثرت دولة مسبقًا، حتى ولو بنسبة بسيطة مقارنة بالدخل القومي العام يكون ذلك كافيًا لحدوث تعثر جديد مقارنة بالدول الأخرى التي تمتلك نفس مستوى الدين لكنها لم تتعثر مسبقًا. وكلما زات النسبة مقارنة بالإنتاج، يزداد خطر حدوث التعثر. منذ سبعينيات القرن العشرين وحتى 2002، كانت تقييمات الاستثمار المؤسسي في التسع دول المتعثرة مثل الأرجنتين والبرازيل وتشيلي وكولومبيا ومصر والمكسيك والفلبين وتركيا وفنزويلا (نسبة تقريبية لاحتمالية للسداد) %39.4 ونسبة الدين المتوسط مقارنة بالدخل القومي الإجمالي %44.1، بينما الدول غير المتعثرة مثل الهند وكوريا وماليزيا وسنغافورة وتايلاند كانت نسبة السداد بها %61.8 ونسبة الدين مقارنة بالدخل القومي العام %27.
شرح دي باولي وهاجاروث وسابورتا العلاقة بين نسبة الدين الخارجي والدخل القومي الإجمالي، والفرق بين عائد أذون الخزانة وعائد السندات والتصنيف الائتماني في شكل 1. في الجدول الأيسر في الشكل 1، وضح النسبة بين الدين الخارجي والناتج المحلي الإجمالي، امتلك معظم المتعثرين السابقين توسعات سندية (أسعار سندات جديدة عالية) أكثر من غير المتعثرين، بالرغم من كون مصر وتشيلي استثناءً. في الجدول الأيمن من الشكل 1، يمكننا رؤية أن معظم المتعثرين يمتلكون نسبة دين أعلى مقارنة بالدخل القومي الإجمالي واحتمالية تسديد أقل من غير المتعثرين (احتمالية تعثر أعلى).